# Stephen Watson (automobilista)
Stephen Watson (Durban, 18 de fevereiro de 1974) é um piloto sul-africano de automobilismo.
Correu na extinta Fórmula 3000 entre 1995 e 1997, sem nenhum resultado de maior expressão, e teve uma rápida passagem pela Fórmula 1 entre 1998 e 1999, sendo o piloto de testes da equipe Arrows.